# Matrifagia
Matrifagia (zjadanie matek) – jeden z wielu terminów, określających sposób odżywiania owadów i biologii rozwoju. Zaobserwowano go u muchówek z rodziny popstruchowatych (Athericidae), u popstruchy ibiskiej. Po kopulacji samice popstruchy latają rojem nad umieszczonym nad wodą przedmiocie (gałęzie, przęsła mostów). Zaczyna się od jednej samicy, która siada i składa jaja w postaci lepkiego pakietu. Substancja, znajdująca się w pakiecie z jajami, działa jak lep i samica się do niego przykleja. Kolejne samice dołączają i składają jaja w tym samym miejscu, sukcesywnie przyklejając się i powiększając tę lepką bryłę. Po pewnym czasie tworzy się bryła, przypominająca trochę osiadły na spoczynek rój pszczół. Samice giną, tworząc swoistą ochronę z własnych ciał dla swojego potomstwa. Po kilku dniach z jaj wylęgają się larwy, które za swój pierwszy posiłek mają ciała swoich matek. 
Matrifagia występuje także w powiązaniu z poliembrionią i pedogenezą u muchówek z rodziny pryszczarkowatych (Cecidomyiidae), żerujących w grzybach wielkoowocnikowych. Pedogeneza to najkrócej ujmując zdolność do rodzenia potomstwa przez stadia larwalne, jedno z przystosowań do szybkiego mnożenia się w rozproszonych zasobach pokarmowych. Wspomniane muchówki z rodziny pryszczarkowatych jako dorosłe owady wyszukują owocniki grzybów. Owocniki grzybów to siedlisko i baza pokarmowa rozproszona i krótkotrwała. Samica pryszczarki odszukuje takiego grzyba (swoistą wyspę ekologiczną) i składa tam jaja. U rozwijającej się larwy, na skutek dzieworództwa (występującego u postaci mocno niedojrzałej, larwy) w jamie ciała zaczynają się rozwijać larwy – jej potomstwo, które zjadają swoją matkę od środka. W przypadku poliembrionii (zwielokrotnienie embrionów) skrócony (przyspieszony) zostaje cykl życiowy i następuje znaczące pomnożenie osobników potomnych. Ta strategia wydaje się być skutecznym sposobem szybkiego kolonizowania rozproszonych i niepewnych zasobów. 